# Travnik, Gorica
Travnik (italijansko piazza della Vittoria, nekoč Piazza Grande, »Veliki trg«) je glavni trg mesta Gorica v Italiji. Leži ob vznožju grajske gorice. Do trga lahko pridemo po Raštelu (via Rastello), Rimski ulici (via Roma), Oberdankovi (via Oberdan), Mamelijevi (via Mameli), Carduccijevi (via Carducci), Bombičevi (via Bombi) in po ulici Nadškofstva (via dell'Arcivescovado).
Na trgu je Cerkev sv. Ignacija Lojolskega, Neptunov vodnjak, palača Goriške prefekture in Kapela čaščenja Križa.
1. ↑  Bombičeva ulica je predor, ki pelje na Giustinianijevo ulico.